# Mia Kihl
Maria Kihl, även Mia Kihl, född 23 april 1979 i Karlskoga församling, är en svensk röstskådespelare.

## Filmografi
- Quack Pack - Tjatte
- Luftens hjältar - Molly Cunningham
- Långbens galna gäng - Max
- Mupparnas julsaga - Dåtidsspöket
- Janne Långben - The Movie - Stella
- Willy Wonka och chokladfabriken - Violet Beaugarde
- Winx Club - Flora
- The Simpsons: Filmen - Milhouse
- Pepper Ann - Pepper Ann
- Hos Musse - Roxanne
- Fairly Odd Parents - Vicky
- Fillmore! - Karen Tehama
- Askungen II - Drömmen slår in
- Total Drama Island - Sadie
- Lilla Djungelboken - Clyde och Winifred
- Lugn i stormen - Lisa
- Bumbibjörnarna - Div. biroller
- Darkwing Duck - Div. biroller
- Den lilla sjöjungfrun - Div. biroller
- Transformers: Armada - Alexis
- Yu-Gi-Oh! Filmen - Anzu